# Cinnamomum verum

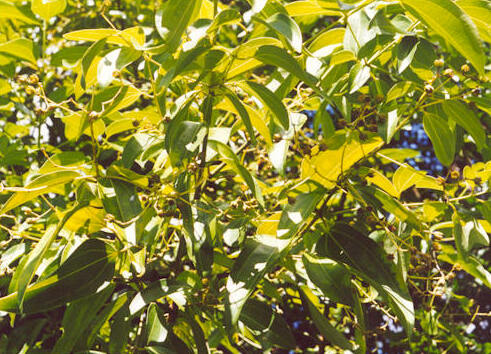
Follaje

Hojas

Aldehído cinámico

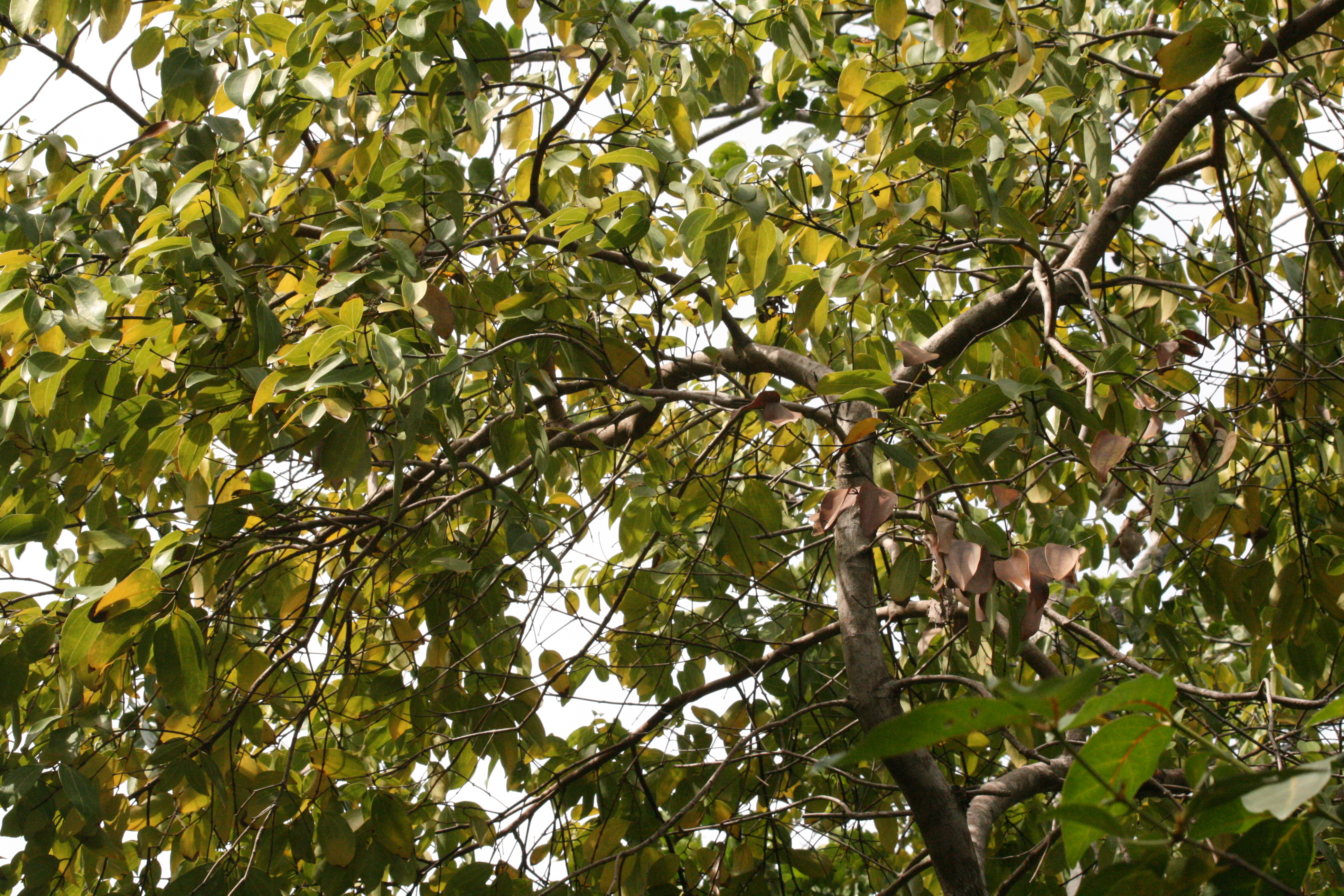

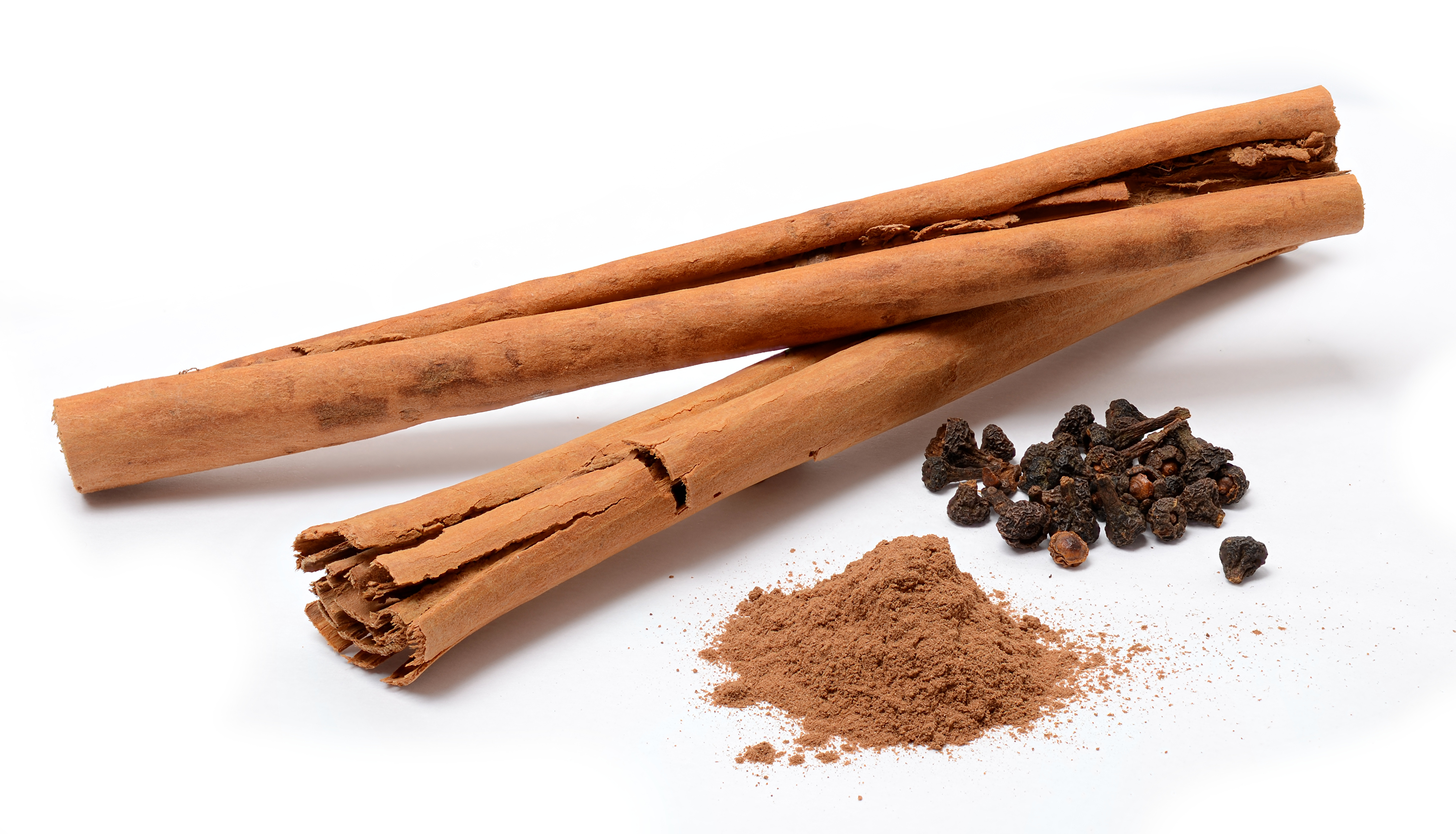
Canela

El árbol de la canela, conocido como canelo (Cinnamomum zeylanicum o Cinnamomum verum J.Presl), es un árbol de hoja perenne, de 10 a 15 metros de altura, procedente de Sri Lanka. De su corteza interna se produce la especia canela, que se obtiene pelando y frotando las ramas.
La canela tiene dos variedades, la Cinnamomum cassia, llamada la canela cassia, y la Cinnamomum verum, también denominada canela ceilán. «La diferencia entre ambas radica, principalmente, en su contenido en cumarina, una sustancia que tiene efectos tóxicos para el hígado.» La canela cassia contiene hasta 20 mg de cumarina, mientras que la canela ceilán contiene cantidades imperceptibles de cumarina.

## Distribución
Es originario de Oriente; además de Sri Lanka, también se cultiva en India y en otras zonas del mundo, incluyendo todo el sur de Asia.

## Hábitat
Requiere un clima cálido y húmedo, con una temperatura media anual entre 24 y 30 °C y una precipitación entre 2 000 y 4 000 mm bien distribuida durante todo el año, condiciones que solo se dan entre los 0 y 600 m s. n. m.
Las mejores plantas crecen en climas lluviosos, en suelos de textura franco arenosa, profundos y con alto contenido de materia orgánica y excelente drenaje. Una tierra muy fangosa limitaría el crecimiento de la planta y esta produciría una corteza de baja calidad.

## Descripción
Se trata de un árbol de unos diez metros de altura aunque cultivado suele ser más pequeño, adoptando forma de arbusto siempre verde. Su corteza, la parte más importante, es marrón grisáceo y tiene un ciclo perenne. Su tallo es de consistencia leñosa. Las hojas tienen forma ovalada y puntiaguda, de color verde brillante por la cara superior, con cinco nervios rojizos, uno medial y dos por lado, arqueados, que convergen en la base y el ápice, y otro conjunto de nervios que forman un ángulo recto con este; el peciolo es de unos 10 - 20 mm, robusto, de forma cóncava. Sus flores son hermafroditas (contiene el androceo y gineceo en la misma flor), de color blanco o amarillo verdoso y recubiertas de pelos, bracteadas y actinomorfas. El perianto es indiferenciado, formado por seis tépalos libres. El gineceo es bi-carpelar y su androceo está formado por 9 + 3 estambres distribuidos en tres o cuatro verticilos, que, cuando se produce la dehiscencia de las anteras, lo hace por el viento. Las flores, de unos 0,5 cm, se agrupan en panículas que nacen en la axila de la hoja o también en la parte terminal y llegan a tener una longitud similar a la de las hojas. El fruto es una baya larga elipsoidal de unos 12,5 cm, de color muy oscuro, azulado-negro, con una única semilla en su interior. Se reproduce de las semillas que contienen las bayas y también por multiplicación vegetativa.

## Cultivo
El antiguo sinónimo botánico del árbol, Cinnamomum zeylanicum, deriva del antiguo nombre de Sri Lanka, Ceilán. Según una publicación de 2020, Sri Lanka produce el 90 % del suministro mundial de C. verum, que también se cultiva a escala comercial en las Seychelles, Madagascar y Tanzania.

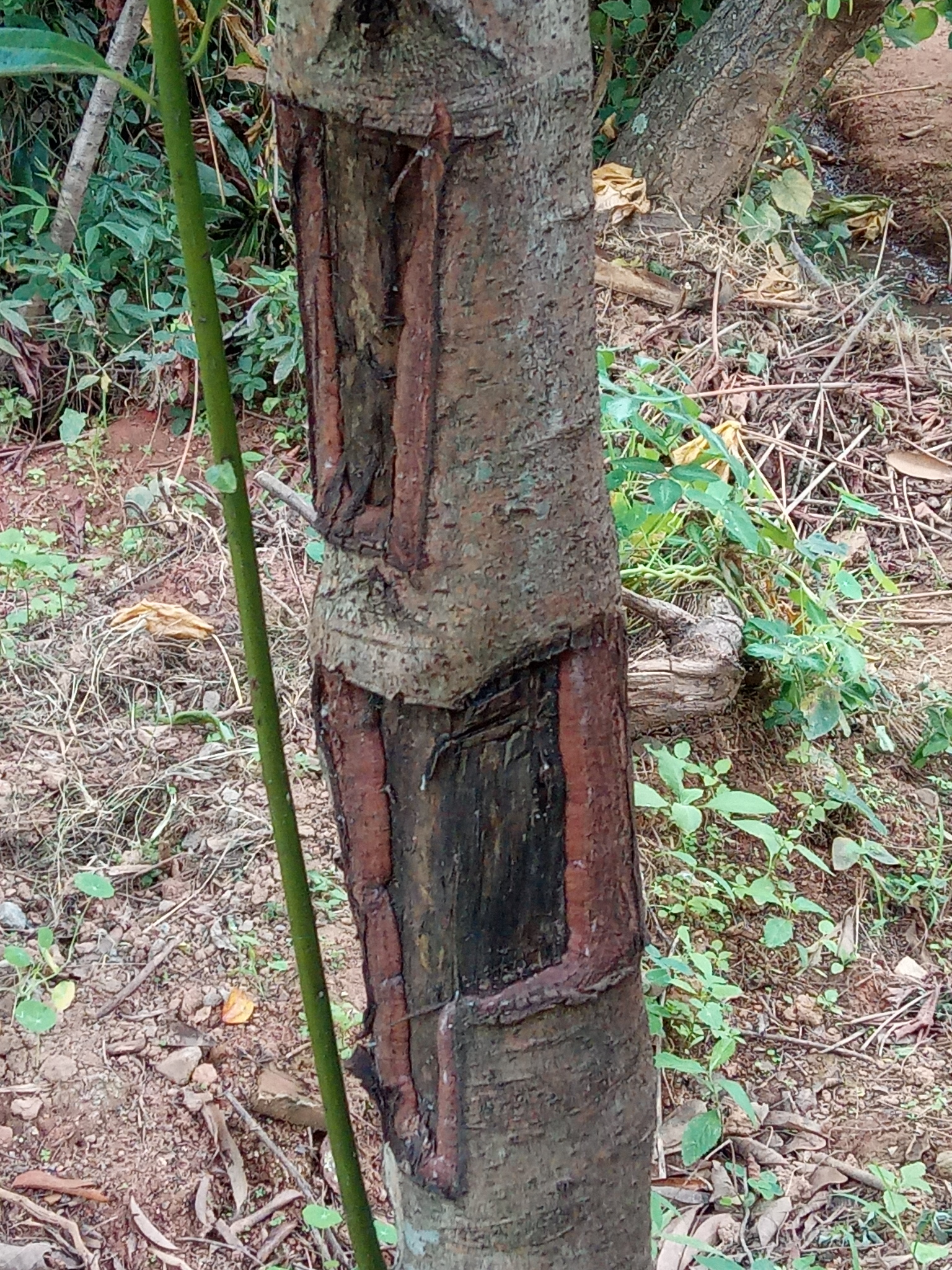
Tronco descortezado de Cinnamomum verum en Madagascar, región de Antananarivo.

## Usos
Molida se utiliza ampliamente en postres, pasteles, dulces, etc., y entera se emplea para adornar y sazonar algunos platos. En México, Ecuador, Chile, Venezuela, Perú, Costa Rica y Colombia se usa en el té de canela, que resulta de poner té de Ceilán con unas varitas de canela a hervir en agua hasta obtener la infusión, agregando azúcar a gusto.
El uso de la infusión de canela está muy extendido en Ecuador, Colombia, Bolivia, Panamá, Chile, Perú, México, el sur de los Estados Unidos y América Central; la infusión sirve para la gripe, al grado que compite en uso con otras bebidas calientes, como el café y el chocolate. Además, es comúnmente utilizado para aliviar dolores menstruales.
En España es utilizada como especia en algunos platos tradicionales, como por ejemplo, en la morcilla de Aranda, una variedad de la morcilla de Burgos.
En España, Ecuador, Puerto Rico, Uruguay, Perú, Argentina, Chile, Colombia, Panamá, Paraguay, El Salvador, Nicaragua, Costa Rica, Cuba, Guatemala, México y Alemania es utilizada para el postre tradicional arroz con leche. También es popular en Venezuela como aderezo de la chicha y el majarete, postre tradicional de dicho país.
En Suiza, Francia, Austria y Alemania sirve para sazonar el vino caliente que se consume durante las fiestas del invierno.
En Ecuador, Perú y Colombia se prepara una infusión con licor llamada canelazo, generalmente en las ciudades andinas para combatir el frío.
En República Dominicana se usa junto con otras especias para preparar un licor nacional, llamado Mamajuana. 
Es también ingrediente de muchas salsas curry y otros platos de Oriente en donde se emplean las variedades de Ceilán y China, además del polvo y las hojas de la canela.
En una cata organoléptica se podría decir que la canela tiene un sabor astringente.

## Procesamiento
Los árboles crecen en forma de arbustos frondosos, que suelen alcanzar un máximo de tres metros de altura. Se cosechan por primera vez a los tres años, y siguen produciendo bien durante cuarenta a cincuenta años. Las pequeñas ramas laterales (de 1,5 a 5 cm de diámetro) se eliminan de los árboles. La corteza exterior se retira y se convierte en mantillo. Las ramitas, las hojas y las bayas (semillas) se trituran y se hace aceite de canela, un subproducto menos valioso. La corteza interior de las ramas se afloja frotándola con una varilla de latón, luego se parte con un cuchillo de latón o de acero inoxidable, y después se pela, lo más intacta posible. Las "púas" largas y completas de canela son más valiosas que los trozos rotos. Estas púas se secan durante varios días, a la sombra y luego en la oscuridad. Todo este trabajo lo realizan a mano trabajadores experimentados; esta es la parte más cara de la producción de la especia de canela. Por último, la corteza seca se corta en barritas o se muele en polvo para venderla a los consumidores.

## Composición química
Su aroma es debido al aceite esencial aromático que constituye un 0,5-2,5 % de su composición. El componente mayoritario es el aldehído cinámico, también el eugenol y el alcohol cinámico. Con menos proporción encontramos el ácido trans-cinámico, el aldehído hidroxicinámico, el aldehído o-metoxicinámico, acetato cinámico, terpenos (linalol, diterpeno), taninos, mucílago, proantocianidinas oligoméricas y poliméricas, glúcidos y trazas de cumarina. Según RFE, la droga seca debe contener al menos 12 ml / kg de aceite esencial.

## Beneficios medicinales
Ha sido utilizada antiguamente en la España rural para inducir sueño a los niños. Era un relajante que empleaban las madres rurales para dormir a los niños a la hora de ir al campo a trabajar. Su uso es común en las mujeres cuando se les retrasa la menstruación pero este también trae consecuencias. Uno de los beneficios medicinales que proporciona la canela es que cuando existen abrasiones en la lengua por comer o tomar cosas calientes; la barra de canela se chupa o lame para sedar el dolor y cicatrizar las papilas gustativas[cita requerida]. Hay que agregar, además, que según dos estudios la canela tiene beneficiosos efectos contra la diabetes y la hipercolesterolemia en ratas y contra la diabetes en vacas. En primer lugar, la ingesta de canela ayuda a reducir las cifras de azúcar en la sangre en las personas diabéticas; en segundo lugar, tan solo media cucharadita puede ayudar a disminuir asimismo los niveles de colesterol y triglicéridos en sangre. Sus propiedades antiinflamatorias hacen de la canela un gran relajante muscular. Los procesos inflamatorios propios de la práctica de ejercicio (responsables de los dolores musculares) son inhibidos por el alcohol de cinamilo y el eugenol presentes en la canela.[cita requerida] Una forma de incorporar esta especia podría ser añadiéndola en alimentos tales como el café, té, zumos, cereales o tostadas y chocolate con y sin leche.
Se usa contra resfriados, gripe y bronquitis por su fuerte efecto como estimulante calorífico. Es utilizada como tónico estomacal, ya que facilita el buen funcionamiento del sistema digestivo ayudando a la expulsión de gases y a combatir las náuseas, los vómitos y las diarreas. No conviene a las personas que sufren de úlcera gastroduodenal. En dosis altas puede provocar alteraciones nerviosas.[cita requerida]

### Aumenta la sensibilidad insulínica
Es ya de conocimiento popular que la canela puede ayudar a prevenir la resistencia a la insulina. La revista Diabetes Care realizó un estudio en el año 2003 en el que elegían a sesenta personas con Diabetes tipo 2) (30 hombres y 30 mujeres). Se les separaba en grupos y tres de esos grupos recibían distintas dosis de canela, mientras que a los últimos tres se les daba placebo.
El experimento resultó reducir los niveles de glucosa, lipoproteína de baja densidad, triglicéridos y colesterol total en los individuos que consumían canela, mientras que no se vio ningún cambio significativo en los otros grupos.

## Taxonomía
Cinnamodendron verum fue descrita por Jan Svatopluk Presl y publicado en O Prirozenosti rostlin, aneb rostlinar 2(2): 36, 37–44. 1825.

### Etimología
Cinnamomum: nombre genérico que proviene del griego Kinnamon o Kinnamomon, que significa madera dulce. Este término griego probablemente proviene del hebreo quinamom, el cual tiene origen en una versión anterior al término Kayu manis, que en el lenguaje de Malasia e Indonesia también quiere decir madera dulce.
Verum: epíteto que hace referencia a la especie que proviene de Ceilán, la auténtica y la que se comercializa más, ya que es la que se considera de mejor calidad.
Zeylanicum hace referencia al nombre del lugar de origen Ceilán (Sri Lanka). Es mencionada en la Biblia como especia aromática muy apreciada.
La palabra canela puede venir del francés cannelle, forma diminutiva de canne (caña, tubo) que designó a partir del siglo XVI a la caña de azúcar.
Sinonimia
| - Camphorina cinnamomum (L.) Farw. - Cinnamomum aromaticum J.Graham - Cinnamomum barthii Lukman. - Cinnamomum bengalense Lukman. - Cinnamomum biafranum Lukman. - Cinnamomum bonplandii Lukman. - Cinnamomum boutonii Lukman. - Cinnamomum capense Lukman. - Cinnamomum carolinense var. oblongum Kaneh. - Cinnamomum cayennense Lukman. - Cinnamomum cinnamomum (L.) H.Karst. - Cinnamomum commersonii Lukman. - Cinnamomum cordifolium Lukman. - Cinnamomum decandollei Lukman. - Cinnamomum delessertii Lukman. - Cinnamomum ellipticum Lukman. - Cinnamomum erectum Lukman. - Cinnamomum humboldtii Lukman. - Cinnamomum iners Wight - Cinnamomum karrouwa Lukman. - Cinnamomum leptopus A.C.Sm. - Cinnamomum leschenaultii Lukman. - Cinnamomum madrassicum Lukman. - Cinnamomum maheanum Lukman. - Cinnamomum mauritianum Lukman. - Cinnamomum meissneri Lukman. | - Cinnamomum ovatum Lukman. - Cinnamomum pallasii Lukman. - Cinnamomum pleei Lukman. - Cinnamomum pourretii Lukman. - Cinnamomum regelii Lukman. - Cinnamomum roxburghii Lukman. - Cinnamomum sieberi Lukman. - Cinnamomum sonneratii Lukman. - Cinnamomum vaillantii Lukman. - Cinnamomum variabile Lukman. - Cinnamomum wolkensteinii Lukman. - Cinnamomum zeylanicum Blume - Cinnamomum zeylanicum Breyn. - Cinnamomum zeylanicum var. cassia Meisn. - Cinnamomum zeylanicum var. cordifolium Hayne - Cinnamomum zeylanicum var. foeniculaceum Meisn. - Cinnamomum zeylanicum var. inodorum Meisn. - Cinnamomum zeylanicum var. microphyllum Meisn. - Cinnamomum zollingeri Lukman. - Laurus cinnamifera Stokes |